# (144096) Wiesendangen
(144096) Wiesendangen – planetoida z grupy pasa głównego asteroid okrążająca Słońce w ciągu 3 lat i 208 dni w średniej odległości 2,33 j.a. Została odkryta 23 stycznia 2004 roku w Eschenberg Observatory w Winterthur przez Markusa Griessera. Nazwa planetoidy pochodzi od miejscowości Wiesendangen w północno-wschodniej Szwajcarii, gdzie rodzina odkrywcy żyła ponad 20 lat.